# مرض باجيت-شروتر
مرض باجيت-شروتر (بالإنجليزية: Paget–Schroetter disease)‏ والمعروف أيضًا باسم مرض باجيت-فون شروتر أو متلازمة باجيت-شروتر، هو شكل من أشكال تخثر الأوردة العميقة في الطرف العلوي، وهي حالة طبية تتشكل فيها جلطات الدم في الأوردة العميقة للأذرع. وعادةً ما تصيب تلك الحالة الأوردة العميقة خاصةً الأوردة الإبطية أو أوردة تحت الترقوة.

## التاريخ
سُميت تلك الحالة المرضية على اسم رجلين. جيمس باجيت الذي اقترح أولًا فكرة الخثار الوريدي مما يتسبب في ألم الطرف العلوي والتورم، ثم ربط ليوبولد فون شروتر المتلازمة السريرية لتجلط الأوردة الإبطية تحت الترقوة.

## العلامات والأعراض
تعتبر تلك الحالة نادرة نسبيًا. وعادةً ما تظهر في المرضى الصغار وغيرهم من المرضى، وتحدث أيضًا في كثير من الأحيان في الذكور عن الإناث. كما أصبحت هذه المتلازمة معروفة باسم «تخثر الدم الناجم عن الجهد» في الستينيات، كما تم الإبلاغ عن حدوثها بعد النشاط القوي. على الرغم من أنه يمكن أن يحدث أيضًا بسبب الشذوذ التشريحي مثل الاصطدام بالترقوة أو بشكل عفوي. قد يتطور المسار الطبي لتلك الحالة إلى متلازمة مخرج الصدر. وهو يختلف عن الأسباب الثانوية الناجمة عن القسطرة داخل الأوعية الدموية للأطراف العلوية. وقد وُصفت متلازمة باجيت-سكروتر لأول مرة في لاعب كمان زاد فجأة من وقت ممارسة العزف على الكمان إلى 10 أضعاف، وخلق ما يكفي من الضغط المتكرر ضد الأوردة الوداجية الرأسية والخارجية لتسبب الجلطة.

### الأعراض
تشمل الأعراض ظهور مفاجئ للألم، والدفء، والاحمرار، وازرقاق وتورم الذراع. عادةً ما يتم تأكيد التشخيص بالموجات فوق الصوتية. يمكن أن يتسبب التخثر في الأوردة العميقة الانسداد الرئوي.
يتم منع تطور جلطات الدم في الأطراف العلوية عن طريق منع الوصول إلى خطر تطور مثل هذه الجلطات. يشمل هذا العلاج التقليدي لتجلط الدم كما في حالات تخثر الدم بأوردة الطرف السفلي، وينطوي على منع تخثر الدم النظامي لمنع الصمة الرئوية. وقد أوصى البعض أيضًا بالتدخل لعلاج التخثر باستخدام القسطرة الموجهة ألتيبلاس. إذا كان هناك متلازمة مخرج الصدر أو سبب تشريحي آخر يمكن وضع التدخل الجراحي في الاعتبار لتصحيح الخلل الكامن.